# Werner Wunderlich

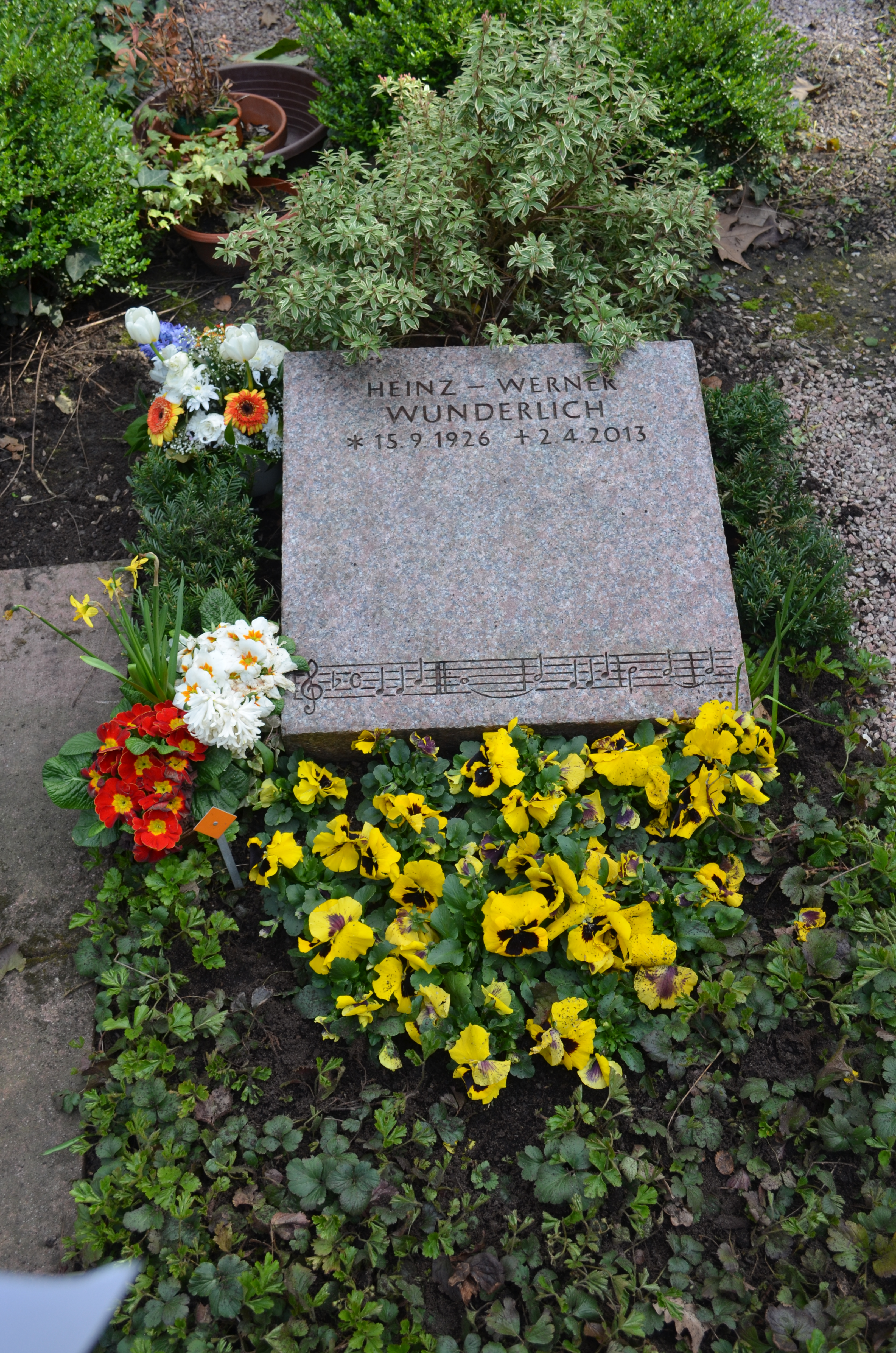
Grab von Werner Wunderlich

Heinz Werner Wunderlich (* 15. September 1926 in Minden; † 2. April 2013 in Baden-Baden) war ein deutscher Jazzjournalist und Hörfunkmoderator.

## Leben und Wirken
Werner Wunderlich hatte seine erste Begegnung mit dem Jazz 1942 durch ins Nazi-Reich geschmuggelte Platten. Nach Kriegsdienst und Gefangenschaft begann er 1949 ein Bauingenieursstudium an der TH Darmstadt. Dort war er 1950 an der Gründung eines Jazzclubs beteiligt (hot-circle-darmstadt), dessen Vorsitzender er von 1954 bis 1957 war. Erste Presseveröffentlichungen über Jazz schrieb Wunderlich 1954. Er war über lange Jahre Vereinsgeschäftsführer der Deutschen Jazz Föderation und bis zuletzt in deren Ältestenrat.
1959 war er Initiator und 44 Jahre lang Veranstalter der Open-air-Konzertreihe „Jazz im Palmengarten“ in Frankfurt am Main. Seit 1963 arbeitete er als Hörfunkmoderator beim Hessischen Rundfunk. 1970 wurde er Pressechef der Plattenfirma CBS Deutschland. 1978 ging Wunderlich als Redakteur zum Südwestfunk nach Baden-Baden. Dort wurde er 1987 als Nachfolger von Joachim-Ernst Berendt Leiter der Jazzredaktion und damit auch des New Jazz Meeting Baden-Baden, bis er 1991 in den Ruhestand wechselte.
Wunderlich produzierte für den Rundfunk und für Jazz im Palmengarten zahlreiche Konzerte und Workshops, die er auch moderierte. Er war 1958/9 der Autor der „Opa Hirchleitner Story“, einer satirischen Biografie des fiktiven „Nestors des deutschen Jazz“, die Albert Mangelsdorff musikalisch umsetzte (ebenfalls 1958, Bear Family Records).
Seine polnischen Kontakte, die er in seiner Kriegsgefangenschaft 1945 bis 1949 geknüpft hatte, führte er in seiner Jazzarbeit fort. Schon 1957 war Wunderlich der Initiator und Organisator der ersten Konzerttournee westdeutscher Jazzmusiker in Polen mit einem Auftritt auf dem Jazzfestival in Zoppot bei Danzig. Die Begegnung wurde von polnischen Intellektuellen als erster kultureller Kontakt nach dem Zweiten Weltkrieg zwischen der Bundesrepublik Deutschland und der damaligen Volksrepublik Polen gewürdigt. Wunderlich hat durch Einladungen auch zu Tourneen vieler polnischer Jazzmusiker in Deutschland beigetragen. Laut der Warschauer Zeitschrift „Jazz Forum“ ist Wunderlich als „Botschafter des polnischen Jazz“ („ambasador polskiego jazzu“) in Westdeutschland anzusehen. Vladyslav Sendecki widmete ihm seine Komposition „Little Waltz Wunderlich.“
Die Hessische Staatsregierung, vertreten durch Ministerin Christine Hohmann-Dennhardt, verlieh Wunderlich 1997 für seine Verdienste den Hessischen Jazzpreis. 2004 wurde er mit der Ehrenplakette der Stadt Frankfurt am Main ausgezeichnet. 2007 erhielt er die Goethe-Plakette des Hessischen Ministeriums für Wissenschaft und Kunst sowie den Ehrenorden des polnischen Kulturministeriums.
Er ist auf dem Hauptfriedhof Frankfurt begraben.